# Jean-François Braunstein
Pour les articles homonymes, voir Braunstein.
Jean-François Braunstein, né en 1953 à Marseille (Bouches-du-Rhône) est un philosophe et professeur d'université français. Ses travaux portent principalement sur l'histoire des sciences et la philosophie des sciences.

## Biographie

### Jeunesse et études
Jean-François Braunstein suit des études de lettres classiques et de lettres modernes à l'université de Provence Aix-Marseille I, où il obtient une licence de lettres modernes et une licence de lettres classiques (1973). L'année suivante, il obtient une licence de philosophie. La même année, il reçoit une maîtrise de lettres classiques, avec un mémoire sur « La pensée religieuse de Buffon », sous la direction de Jean Deprun.
Il poursuit ses études à l'université Panthéon-Sorbonne et obtient, en 1977, un DEA de philosophie. Il est reçu à l'agrégation de philosophie la même année. En 1984, il obtient un doctorat en philosophie pour la thèse « Médecine et philosophie. La place de Broussais dans le débat sur le matérialisme au XIXe siècle », rédigée sous la direction d'Olivier Bloch.
Il est habilité à diriger des recherches depuis 2005. Sa thèse d'habilitation était « De la médecine aux sciences humaines. Épistémologie historique et méthodologie de l’histoire des sciences », sous la direction d'Anne Fagot-Largeault.

### Parcours professionnel
Jean-François Braunstein commence sa carrière professorale comme enseignant de Terminale, d'abord au lycée de Noisy-le-Sec en 1979, puis au lycée Paul-Langevin de Suresnes, et enfin au lycée Pierre-Bayle de Sedan. Il quitte provisoirement l'enseignement en 1981, lorsqu'il est nommé à la direction générale de la programmation et de la coordination du ministère de l'Éducation nationale.
Il enseigne ensuite dans des écoles normales jusqu'en 1991, où il commence alors une carrière universitaire. Nommé maître de conférences en philosophie à l'université d'Amiens en 1991. Entre 2007 et 2010, il co-dirige un séminaire d'histoire de la médecine à l'EHESS.
En 2008, il est nommé professeur de philosophie contemporaine à l'université Panthéon-Sorbonne.

## Activité scientifique et publications
Jean-François Braunstein appartient à diverses associations et structures : membre du conseil scientifique du Centre Georges Canguilhem, membre de la Société française de philosophie, ancien secrétaire de la Société des amis de Jean Cavaillès, membre de la Société internationale d’histoire de la psychiatrie, président de l'association internationale Maison d'Auguste Comte. Il fait partie de la direction éditoriale de La Nouvelle Quinzaine littéraire.
En 2018, il publie La Philosophie devenue folle : le genre, l'animal, la mort, ouvrage dans lequel il critique notamment John Money, Judith Butler, Peter Singer ou encore Donna Haraway, auxquels il reproche d'effacer les limites entre les hommes et les femmes, les animaux et les humains, les vivants et les morts.
Son ouvrage La Religion woke (2022), basé sur une vaste documentation, défend l’idée que le « wokisme » est une religion, notamment car il voit dans la théorie du genre un refus de la réalité physique et de ses limites,. Selon Braunstein, la pensée woke est fondée sur une critique du rationalisme, des Lumières et de l’humanisme. C'est un critique du transhumanisme.

## Activités médiatiques
Jean-François Braunstein participe régulièrement à des émissions de radio, en particulier sur France Culture :
- « Faut-il avoir peur du wokisme ? »[9], Répliques, 25 février 2023
- « Affronter les limites plutôt que de les effacer ? »[10], La grande table, 24 septembre 2018
- « Georges Canguilhem (1904-1995) : écrits de jeunesse », Les Chemins de la philosophie, 27 janvier 2012
- « Le XIXe siècle à travers les âges. 3/5 : Auguste Comte et le positivisme », Les Chemins de la philosophie, 29 juin 2011
- « Le positivisme 3/4 », La Fabrique de l'Histoire, 9 septembre 2009
- « Éthique médicale et philosophie politique », La Suite dans les idées, 6 janvier 2009
- « Journée spéciale Hôpital : la mort de la clinique ? », Tout arrive, 13 octobre 2009.

## Ouvrages
- Broussais et le matérialisme : médecine et philosophie au XIXe siècle, Méridiens-Klincksieck, 1986, 326 p. Prix de la Société française d'histoire de la médecine, 1986.
- La Philosophie de la médecine d'Auguste Comte : vaches carnivores, Vierge mère et morts vivants, Paris, PUF, 2009, 256 p. (ISBN 978-2-13-055941-2)
- Auguste Comte aujourd'hui, Kimé, 2003, 321 p. (ISBN 978-2-84174-315-5) (co-auteurs Michel Bourdeau et Annie Petit)
- Canguilhem : histoire des sciences et politique du vivant, Paris, PUF, 2007, 160 p. (ISBN 978-2-13-056034-0)
- Textes clés de l'histoire des sciences : méthodes, styles et controverses, Paris, Vrin, 2008, 384 p. (ISBN 978-2-7116-1933-7)
- Histoire de la psychologie : méthodes, styles et controverses, Paris, Armand Colin, 2010, 224 p. (ISBN 978-2-200-24942-7) (co-auteur Evelyne Pewzner)[11]
- Manuel de culture générale : de l'Antiquité au XXIe siècle, Malakoff, Armand Colin, 2017, 560 p. (ISBN 978-2-200-61885-8), 4e éd. augmentée (co-auteur Bernard Phan)
- (en) Epistemology and History. From Bachelard and Canguilhem to Today's History of Science (co-auteurs P. Schöttler, H. Schmidgen), Max Planck Institut für Wissenschaftsgeschichte, 2012, 234 p.
- Foucault(s), éditions de la Sorbonne, 2017, 297 p. (co-auteurs D. Lorenzini, A. Revel, J. Revel, A. Sforzini)
- La Philosophie devenue folle : le genre, l'animal, la mort, Paris, Grasset, 2018, 400 p. (ISBN 978-2-246-81193-0)
- La Religion woke, Paris, Grasset, 2022, 288 p. (ISBN 978-2246830313)